# Анга (Качугский район)
Анга́ — село в Качугском районе Иркутской области России. Административный центр Ангинского муниципального образования.

## География
Село находится на реке Большая Анга, на расстоянии 22 км к востоку от пгт Качуг, административного центра района.

## История
В 1946—1953 годах Анга была административным центром Ангинского района.

## Население
| 2002 | 2010 | 2011 | 2012 |
| ---- | ---- | ---- | ---- |
| 968  | ↘863 | ↘860 | ↗869 |

### Половой состав
По данным Всероссийской переписи, в 2010 году в селе проживали 863 человека (421 мужчина и 442 женщины).

## Известные уроженцы
- Брилка, Сергей Фатеевич (род. 1954) — российский политический деятель.
- Иннокентий (Вениаминов) (1797—1879) — епископ Православной Российской церкви.
- Щапов, Афанасий Прокофьевич (1831—1876) — русский учёный-этнограф.